# Államok vezetőinek listája 2022-ben
Ezen az oldalon a 2022-ben fennálló államok vezetőinek névsora olvasható földrészek, majd országok szerinti bontásban.

## Európa
| Ország                                             | Államfő | Kormányfő |
| -------------------------------------------------- | --- | --- |
| Albánia · köztársaság                              | Ilir Meta (2017–2022) Bajram Begaj (2022–), lista | Edi Rama (2013–), lista |
| Andorra · parlamentáris társhercegség              | Emmanuel Macron (2017–), lista Joan-Enric Vives i Sicília (2003–), lista Társhercegek listája | Xavier Espot Zamora (2019–), lista |
| Ausztria · szövetségi köztársaság                  | Alexander Van der Bellen (2017–) lista | Karl Nehammer (2021–2025), lista |
| Azerbajdzsán · köztársaság                         | İlham Əliyev (2003–), lista · * Hegyi-Karabah Köztársaság · Arajik Arutjunjan (2020–2023), lista · * Nahicseván · Vasif Talybov (1995–2022) · Azer Zeynalov (2022–2023), lista | Ali Asadov (2019–), lista * Hegyi-Karabah Köztársaság elnök tölti be a kormányfői pozíciót is * Nahicseván Sabuhi Mammadov (2020–2024), lista |
| Belgium · parlamentáris monarchia                  | Fülöp király (2013–) | Alexander De Croo (2020–2025), lista |
| Bosznia-Hercegovina · szövetségi köztársaság       | A háromtagú Elnökség * Šefik Džaferović (2018–2022) * Denis Bećirović (2022–) * Željko Komšić (2018–, elnök 2021-2022) * Milorad Dodik (2018–2022) * Željka Cvijanović (2022–, elnök 2022-2023) * Bosznia-hercegovinai Föderáció Marinko Čavara (2015–2023), lista * Bosznia-hercegovinai Szerb Köztársaság Zeljka Cvijanović (2018–2022) Milorad Dodik (2022–), lista * Nemzetközi főképviselő Christian Schmidt (2021–) | Zoran Tegeltija (2019–2023), lista * Bosznia-hercegovinai Föderáció Fadil Novalić (2015–2023), lista * Bosznia-hercegovinai Szerb Köztársaság Radovan Visković (2018–), lista |
| Bulgária · köztársaság                             | Rumen Radev (2017–), lista | Kiril Petkov (2021–2022) Galab Donev (2022–2023), lista |
| Ciprus · köztársaság                               | Níkosz Anasztasziádisz (2013–2023), lista · * Észak-Ciprus · Ersin Tatar (2020–), elnök | elnök tölti be a kormányfői pozíciót is · * Észak-Ciprus · Faiz Sucuoglu (2021–2022) · Ünal Üstel (2022–), miniszterelnök |
| Csehország · köztársaság                           | Miloš Zeman (2013–2023), lista | Petr Fiala (2021–), lista |
| Dánia · parlamentáris monarchia                    | II. Margit királynő (1972–) | Mette Frederiksen (2019–), lista · * Feröer · Bárdur á Steig Nielsen (2019–2022) · Aksel V. Johannesen (2022–), lista · * Grönland Múte B. Egede (2021–2025), lista |
| Egyesült Királyság · parlamentáris monarchia       | II. Erzsébet királynő (1952–2022) III. Károly király (2022–) | Boris Johnson (2019–2022) · Liz Truss (2022) · Rishi Sunak (2022–2024), lista · * Észak-Írország · Paul Givan (2021–2022), első miniszter · * Skócia · Nicola Sturgeon (2014–2023), első miniszter · * Wales · Mark Drakeford (2018–2024), első miniszter · * Gibraltár külbirtok · Nick Pyle (2020–2023), ügyvivő, kormányzó · Fabian Picardo (2011–), főminiszter |
| Észak-Macedónia · köztársaság                      | Sztevo Pendarovszki (2019–2024), lista | Zoran Zaev (2020–2022) Dimitar Kovacsevszki (2022–2024), lista |
| Észtország · köztársaság                           | Alar Karis (2021–), lista | Kaja Kallas (2021–2024), lista |
| Fehéroroszország · köztársaság                     | Aljakszandr Lukasenka (1994–), lista | Raman Halovcsenka (2020–2025), lista |
| Finnország · köztársaság                           | Sauli Niinistö (2012–2024), lista | Sanna Marin (2019–2023), lista · * Åland · Veronica Thörnroos (2019–), lista |
| Franciaország · köztársaság                        | Emmanuel Macron (2017–), lista | Jean Castex (2020–2022) Élisabeth Borne (2022–2024), lista |
| Görögország · köztársaság                          | Ekateríni Szakellaropúlu (2020–2025), lista | Kiriákosz Micotákisz (2019–2023), lista |
| Grúzia · köztársaság                               | Szalome Zurabisvili (2018–2024), lista · * Abházia · Aszlan Bzsania (2020–2024), lista · * Dél-Oszétia · Anatolij Bibilov (2017–2022) · Alan Gaglojev (2022–), lista | Irakli Garibasvili (2021–2024), lista · * Abházia · Alekszandr Ankvab (2020–2024), lista · * Dél-Oszétia · Gennagyij Bekojev (2021–2022) · Konsztantyin Dzsusszojev (2022–), lista |
| Hollandia · parlamentáris monarchia                | Vilmos Sándor király (2013–) | Mark Rutte (2010–2024), lista |
| Horvátország · köztársaság                         | Zoran Milanović (2020–), lista | Andrej Plenković (2016–), lista |
| Izland · köztársaság                               | Guðni Th. Jóhannesson (2016–2024), lista | Katrín Jakobsdóttir (2017–2024), lista |
| Írország · köztársaság                             | Michael D. Higgins (2011–), lista | Micheál Martin (2020–2022) Leo Varadkar (2022–2024), lista |
| Koszovó · köztársaság · nemzetközi igazgatás alatt | Vjosa Osmani (2020–), lista * ENSZ-megbízott Caroline Ziadeh (2022–) | Albin Kurti (2021–), lista |
| Lengyelország · köztársaság                        | Andrzej Duda (2015–), lista | Mateusz Morawiecki (2017–2023), lista |
| Lettország · köztársaság                           | Egils Levits (2019–2023), lista | Arturs Krišjānis Kariņš (2019–2023), lista |
| Liechtenstein · alkotmányos monarchia              | II. János Ádám herceg (1989–) Alajos herceg régens, (2004–) | Daniel Risch (2021–2025), lista |
| Litvánia · köztársaság                             | Gitanas Nausėda (2019–), lista | Ingrida Šimonytė (2020–2024), lista |
| Luxemburg · parlamentáris monarchia                | Henrik nagyherceg (2000–) | Xavier Bettel (2013–2023), lista |
| Magyarország · köztársaság                         | Áder János (2012–2022) Novák Katalin (2022–2024), lista | Orbán Viktor (2010–), lista |
| Málta · köztársaság                                | George Vella (2019–2024), lista | Robert Abela (2020–), lista |
| Moldova · köztársaság                              | Maia Sandu (2020–), lista · * Dnyeszter Menti Köztársaság · Vagyim Krasznoszelszkij (2016–), lista · * Găgăuzia · Irina Vlah (2015–2023), lista | Natalia Gavrilița (2021–2023), lista · * Dnyeszter Menti Köztársaság · Alekszandr Martinov (2016–2022) · Alekszandr Rozenberg (2022–), lista |
| Monaco · alkotmányos monarchia                     | II. Albert herceg (2005–) | Pierre Dartout (2020–2024), lista |
| Montenegró · köztársaság                           | Milo Đukanović (2018–2023), lista | Zdravko Krivokapić (2020–2022) Dritan Abazović (2022–2023), lista |
| Németország · szövetségi köztársaság               | Frank-Walter Steinmeier (2017–), lista | Olaf Scholz (2021–2025), lista |
| Norvégia · parlamentáris monarchia                 | V. Harald király (1991–) | Jonas Gahr Støre (2021–), lista |
| Olaszország · köztársaság                          | Sergio Mattarella (2015–), lista | Mario Draghi (2021–2022) Giorgia Meloni (2022–), lista |
| Oroszország · szövetségi köztársaság               | Vlagyimir Putyin (2012–), lista | Mihail Misusztyin (2020–), lista |
| Örményország · köztársaság                         | Armen Szargszján (2018–2022) Alen Szimonján (ideiglenes) (2022) Vahagn Hacsaturján (2022–), lista | Nikol Pasinján (2018–), lista |
| Portugália · köztársaság                           | Marcelo Rebelo de Sousa (2016–), lista | António Costa (2015–2024), lista |
| Románia · köztársaság                              | Klaus Johannis (2014–2025), lista | Nicolae Ciucă (2021–2023), lista |
| San Marino · köztársaság                           | Francesco Mussoni és Giacomo Simoncini (2021–2022) Oscar Mina és Paolo Rondelli (2022) Maria Luisa Berti és Manuel Ciavatta (2022–2023), régenskapitányok | a két régenskapitány egyben kormányfő is |
| Spanyolország · parlamentáris monarchia            | VI. Fülöp király (2014–) | Pedro Sánchez Pérez-Castejón (2018–), lista * Katalónia Pere Aragonès (2020–), elnök |
| Svájc · konföderáció                               | Szövetségi Tanács * Ueli Maurer (2009–2022) * Simonetta Sommaruga (2010–2022) * Alain Berset (2012–) * Guy Parmelin (2015–) * Ignazio Cassis (2017–), elnök * Viola Amherd (2019–2025) * Karin Keller-Sutter (2019–) | A Szövetségi Tanács látja el a kormányzati feladatokat is |
| Svédország · parlamentáris monarchia               | XVI. Károly Gusztáv király (1973–) | Magdalena Andersson (2021–2022) Ulf Kristersson (2022–), lista |
| Szerbia · köztársaság                              | Aleksandar Vučić (2017–), lista | Ana Brnabić (2017–2024), lista |
| Szlovákia · köztársaság                            | Zuzana Čaputová (2019–2024), lista | Eduard Heger (2021–2023), lista |
| Szlovénia · köztársaság                            | Borut Pahor (2012–2022) Nataša Pirc Musar (2022–), lista | Janez Janša (2020–2022) Robert Golob (2022–), lista |
| Ukrajna · köztársaság                              | Volodimir Zelenszkij (2019–), lista | Denisz Smihal (2020–), lista |
| Vatikán · teokratikus monarchia                    | Ferenc pápa (2013–2025), lista | Pietro Parolin (2013–), lista |

## Afrika
| Ország                                        | Államfő | Kormányfő |
| --------------------------------------------- | --- | --- |
| Algéria · köztársaság                         | Abd el-Madzsíd Tebbún (2019–), lista | Ajman ben Abd er-Rahmán (2021–2023), lista                                                                                           |
| Angola · köztársaság                          | João Lourenço (2017–), lista | Fernando da Piedade Dias dos Santos alelnök, (2012–), lista                                                                          |
| Benin · köztársaság                           | Patrice Talon (2016–), lista | az elnök tölti be a kormányfői posztot                                                                                               |
| Bissau-Guinea · köztársaság                   | Umaro Sissoco Embaló (2020–), lista | Nuno Gomes Nabiam (2020–2023), lista                                                                                                 |
| Botswana · köztársaság                        | Mokgweetsi Masisi (2018–2024), lista | elnök tölti be a kormányfői beosztást is                                                                                             |
| Burkina Faso · köztársaság                    | Roch Marc Christian Kaboré (2015–2022) Paul-Henri Sandaogo Damiba (2022) Ibrahim Traoré (2022–), lista | Lassina Zerbo (2021–2022) Albert Ouédraogo (2022) Apollinaire de Tambèla (2022–2024), lista                                          |
| Burundi · köztársaság                         | Évariste Ndayishimiye (2020–), lista | Alain Guillaume Bunyoni (2020–2022) Gervais Ndirakobuca (2022–), lista                                                               |
| Comore-szigetek · köztársaság                 | Azali Assoumani (2016–), lista * Anjouan Abdallah Mohamed (2018–), ügyvivő, lista * Grande Comore Hassani Hamadi (2016–), lista * Mohéli Mohamed Said Fazul (2016–), lista                                 | elnök tölti be a kormányfői beosztást is                                                                                             |
| Csád · köztársaság                            | Mahamat Idriss Déby (2021–), lista | Albert Pahimi Padacké (2021–2022) Saleh Kebzabo (2022–2024), lista                                                                   |
| Dél-afrikai Köztársaság · köztársaság         | Cyril Ramaphosa (2018–), lista | elnök tölti be a kormányfői beosztást is                                                                                             |
| Dél-Szudán · köztársaság                      | Salva Kiir Mayardit (2011–), lista | elnök tölti be a kormányfői beosztást is                                                                                             |
| Dzsibuti · köztársaság                        | Ismail Omar Guelleh (1999–), lista | Abdoulkader Kamil Mohamed (2013–), lista                                                                                             |
| Egyenlítői-Guinea · köztársaság               | Teodoro Obiang Nguema Mbasogo (1979–), lista | Francisco Pascual Obama Asue (2016–2023), lista                                                                                      |
| Egyiptom · köztársaság                        | Abdel Fattah al-Szíszi (2014–), lista | Mosztafa Madbúli (2018–), lista |
| Elefántcsontpart · köztársaság                | Alassane Ouattara (2010–), lista | Patrick Achi (2021–2023) lista |
| Eritrea · köztársaság                         | Isaias Afewerki (1991–), lista | elnök tölti be a kormányfői posztot is                                                                                               |
| Etiópia · köztársaság                         | Sahle-Work Zewde (2018–2024), lista | Abij Ahmed (2018–), lista |
| Gabon · köztársaság                           | Ali Bongo Ondimba (2009–), lista | Rose Christiane Raponda (2020–2023), lista                                                                                           |
| Gambia · köztársaság                          | Adama Barrow (2017–), lista | elnök tölti be a kormányfői posztot is                                                                                               |
| Ghána · köztársaság                           | Nana Akufo-Addo (2017–2025), lista | elnök tölti be a kormányfői posztot is                                                                                               |
| Guinea · köztársaság                          | Mamady Doumbouya (2021–), lista | Mohamed Béavogui (2021–2022) Bernard Gomou (2022–2024), lista                                                                        |
| Kamerun · köztársaság                         | Paul Biya (1982–), lista | Joseph Dion Ngute (2019–), lista |
| Kenya · köztársaság                           | Uhuru Kenyatta (2013–2022) William Ruto (2022–), lista | Raile Odinga (2008–2022), lista a posztot eltörölték, ez évtől az elnök tölti be a kormányfői posztot is                             |
| Kongói Köztársaság · köztársaság              | Denis Sassou-Nguesso (1997–), lista | Anatole Collinet Makosso (2021–), lista                                                                                              |
| Kongói Demokratikus Köztársaság · köztársaság | Félix Tshisekedi (2019–), lista | Sama Lukonde Kyenge (2021–2024), lista                                                                                               |
| Közép-afrikai Köztársaság · köztársaság       | Faustin Archange Touadéra (2016–), lista | Henri Marie Dondra (2021–2022) Félix Moloua (2022–), lista                                                                           |
| Lesotho · alkotmányos monarchia               | III. Letsie király (1996–) | Moeketsi Majoro (2020–2022) Sam Matekane (2022–), lista                                                                              |
| Libéria · köztársaság                         | George Weah (2018–), lista | elnök tölti be a kormányfői posztot is                                                                                               |
| Líbia · köztársaság                           | Mohamed Ál Menfi, a Líbiai Elnöki Tanács elnöke, (2021–), lista | * Nemzeti Egységkormány: Abdul Hamíd Dbeibeh (2021–) * Képviselőház választotta: Fáthi Basaga (2022–), lista                         |
| Madagaszkár · köztársaság                     | Andry Rajoelina (2019–2023), lista | Christian Ntsay (2018–), lista |
| Malawi · köztársaság                          | Lazarus Chakwera (2020–), lista | elnök tölti be a kormányfői posztot is                                                                                               |
| Mali · köztársaság                            | Assimi Goita (2021–), lista | Choguel Maïga (2021–2022) Abdoulaye Maïga (2022–2023), lista                                                                         |
| Marokkó · alkotmányos monarchia               | VI. Mohammed király (1999–) · * Nyugat-Szahara · Ibrahim Ghali (2016–), ügyvivő | Aziz Ahannus (2021–), lista - Nyugat-Szahara · Mohamed Váli Akejk (2018–)                                                            |
| Mauritánia · köztársaság                      | Mohamed Sejk El Gazuáni (2019–), lista | Mohamed Uld Bilal (2020–2024), lista                                                                                                 |
| Mauritius · köztársaság                       | Pradeep Roopun (2019–), lista * Rodrigues Serge Clair (2012–2022) Johnson Roussety (2022–), főbiztos | Pravind Jugnauth (2017–2024), lista * Rodrigues Jacques Davis Hee Hong Wye (2012–2022) Jean-Claude Pierre-Louis (2022–), főminiszter |
| Mozambik · köztársaság                        | Filipe Nyusi (2015–2025), lista | Carlos Agostinho do Rosário (2015–2022) Adriano Maleiane (2022–2025), lista                                                          |
| Namíbia · köztársaság                         | Hage Geingob (2015–2024), lista | Saara Kuugongelwa-Amadhila (2015–), lista                                                                                            |
| Niger · köztársaság                           | Mohamed Bazoum (2021–2023), lista | Ouhoumoudou Mahamadou (2021–2023), lista                                                                                             |
| Nigéria · köztársaság                         | Muhammadu Buhari (2015–2023), lista | elnök tölti be a kormányfői posztot is                                                                                               |
| Ruanda · köztársaság                          | Paul Kagame (2000–), lista | Edouard Ngirente (2017–), lista |
| São Tomé és Príncipe · köztársaság            | Carlos Vila Nova (2021–), lista | Jorge Bom Jesus (2018–2022) Patrice Trovoada (2022–2025), lista * Príncipe (régió) Filipe Nascimento (2020–), kormányfő              |
| Seychelle-szigetek · köztársaság              | Wavel Ramkalawan (2020–), lista | elnök tölti be a kormányfői posztot is                                                                                               |
| Sierra Leone · köztársaság                    | Julius Maada Bio (2018–), lista | elnök tölti be a kormányfői posztot is                                                                                               |
| Szenegál · köztársaság                        | Macky Sall (2012–2024), lista | Amadou Ba (2022–2024), lista |
| Szomália · köztársaság                        | Mohamed Abdullahi Mohamed (2017–2022) · Hassan Sheikh Mohamud (2022–), lista · * Szomáliföld · Musa Bihi Abdi (2017–2024), Szomáliföld elnöke · * Puntföld · Szaid Abdullahi Deni (2019–), Puntföld elnöke | Mohamed Huszein Roble (2020–2022) Hamza Abdi Barre (2022–), lista                                                                    |
| Szudán · köztársaság                          | Abd el-Fattáh el-Burhán (2019–), az Átmeneti Katonai Tanács elnöke, lista | Abdalla Hamdok (2019–2022) Oszman Huszein (2022–2025), lista                                                                         |
| Szváziföld · abszolút monarchia               | III. Mswati király (1986–) | Cleopas Dlamini (2021–2023), lista                                                                                                   |
| Tanzánia · köztársaság                        | Samia Suluhu Hassan (2021–), lista · * Zanzibár · Hussein Mwinyi (2020–), elnökök listája | Kassim Majaliwa (2015–), lista |
| Togo · köztársaság                            | Faure Gnassingbé (2005–2025), lista | Victoire Tomegah Dogbé (2020–2025), lista                                                                                            |
| Tunézia · köztársaság                         | Kaisz Szaíd (2019–), lista | Nadzsla Bouden (2021–2023), lista |
| Uganda · köztársaság                          | Yoweri Museveni (1986–), lista | Robinah Nabbanja (2021–), lista |
| Zambia · köztársaság                          | Hakainde Hichilema (2021–), lista | elnök tölti be a kormányfői posztot is                                                                                               |
| Zimbabwe · köztársaság                        | Emmerson Mnangagwa (2017–), lista | elnök tölti be a kormányfői posztot is                                                                                               |
| Zöld-foki Köztársaság · köztársaság           | José Maria Neves (2021–), lista | Ulisses Correia e Silva (2016–), lista                                                                                               |

## Dél-Amerika
| Ország                                               | Államfő                                                           | Kormányfő |
| ---------------------------------------------------- | ----------------------------------------------------------------- | --- |
| Argentína · köztársaság                              | Alberto Fernández (2019–2023), lista                              | elnök tölti be a kormányfői posztot is |
| Bolívia · köztársaság                                | Luis Arce (2020–), lista                                          | elnök tölti be a kormányfői posztot is |
| Brazília · köztársaság                               | Jair Bolsonaro (2019–2022), lista                                 | elnök tölti be a kormányfői posztot is |
| Chile · köztársaság                                  | Sebastián Piñera (2018–2022) Gabriel Boric (2022–), lista         | elnök tölti be a kormányfői posztot is |
| Ecuador · köztársaság                                | Guillermo Lasso (2021–2023), lista                                | elnök tölti be a kormányfői posztot is |
| Falkland-szigetek · az Egyesült Királyság külbirtoka | Nigel Phillips (2017–2022) Alison Blake (2022–), kormányzó, lista | Keith Padgett (2012–), főminiszter, lista |
| Guyana · köztársaság                                 | Irfaan Ali (2020–), lista                                         | Mark Phillips (2020–), lista |
| Kolumbia · köztársaság                               | Iván Duque (2018–2022) Gustavo Petro (2022–) , lista              | elnök tölti be a kormányfői posztot is |
| Paraguay · köztársaság                               | Mario Abdo Benítez (2018–2023), lista                             | elnök tölti be a kormányfői posztot is |
| Peru · köztársaság                                   | Pedro Castillo (2021–2022) Dina Boluarte (2022–), lista           | Mirtha Vásquez (2021–2022) Héctor Valer (2022) Aníbal Torres (2022) Betssy Chávez (2022) Pedro Angulo (2022) Alberto Otárola (2022–2024), lista |
| Suriname · köztársaság                               | Chandrikapersad Santokhi (2020–), lista                           | elnök tölti be a kormányfői posztot is |
| Uruguay · köztársaság                                | Luis Lacalle Pou (2020–2025), lista                               | elnök tölti be a kormányfői posztot is |
| Venezuela · köztársaság                              | Nicolás Maduro (2013–), lista                                     | elnök tölti be a kormányfői posztot is |

## Észak- és Közép-Amerika
| Ország                                                                  | Államfő | Kormányfő                                                                                          |
| ----------------------------------------------------------------------- | --- | -------------------------------------------------------------------------------------------------- |
| Amerikai Egyesült Államok · köztársaság                                 | Joe Biden (2021–2025), lista · * Puerto Rico az USA társult állama · Pedro Pierluisi (2021–2025), lista · * Amerikai Virgin-szigetek az USA külbirtoka · Albert Bryan kormányzó (2019–), lista | elnök tölti be a kormányfői posztot is                                                             |
| Anguilla · az Egyesült Királyság tengerentúli területe                  | Dileeni Daniel-Selvaratnam (2021–2023), kormányzó | Ellis Webster (2020–2025), lista                                                                   |
| Antigua és Barbuda · parlamentáris monarchia                            | II. Erzsébet királynő (1981–2022) III. Károly király (2022–) Sir Rodney Williams (2014–), főkormányzó                                                                                          | Gaston Browne (2014–), lista                                                                       |
| Aruba · Hollandia társult állama                                        | Vilmos Sándor király Aruba királya (2013–) Alfonso Boekhoudt (2017–), főkormányzó | Evelyn Wever-Croes (2017–2025), lista                                                              |
| Bahama-szigetek · parlamentáris monarchia                               | II. Erzsébet királynő (1973–2022) III. Károly király (2022–) Cornelius A. Smith (2019–), főkormányzó                                                                                           | Philip Davis (2021–), lista                                                                        |
| Barbados · köztársaság                                                  | Sandra Mason (2021–), elnök | Mia Mottley (2018–), lista                                                                         |
| Belize · parlamentáris monarchia                                        | II. Erzsébet királynő (1981–2022) III. Károly király (2022–) Froyla Tzalam (2021–), főkormányzó                                                                                                | Johnny Briceño (2020–), lista                                                                      |
| Bermuda · Nagy-Britannia külbirtoka                                     | II. Erzsébet királynő (1968–2022) III. Károly király (2022–) Rena Lalgie (2020–), lista | David Burt (2017–), lista                                                                          |
| Bonaire · Hollandia különleges községe                                  | Vilmos Sándor király Bonaire királya (2013–) Edison Rijna (2014–2023), adminisztrátor | |
| Brit Virgin-szigetek · az Egyesült Királyság tengerentúli területe      | John Rankin (2021–2024), főkormányzó | Andrew Fahie (2019–2022) Natalio Wheatley (2022–), lista                                           |
| Costa Rica · köztársaság                                                | Carlos Alvarado (2018–2022) Rodrigo Chaves (2022–), lista | elnök tölti be a kormányfői posztot is                                                             |
| Curaçao · Hollandia társult állama                                      | Vilmos Sándor király Curaçao királya (2013–) Lucille George-Wout (2013–), főkormányzó | Gilmar Pisas (2021–), lista                                                                        |
| Dominikai Közösség · köztársaság                                        | Charles Savarin (2013–2023), lista | Roosevelt Skerrit (2004–), lista                                                                   |
| Dominikai Köztársaság · köztársaság                                     | Luis Abinader (2020–), lista | elnök tölti be a kormányfői posztot is                                                             |
| Salvador · köztársaság                                                  | Nayib Bukele (2019–2023), lista | elnök tölti be a kormányfői posztot is                                                             |
| Grenada · parlamentáris monarchia                                       | II. Erzsébet királynő (1974–2022) III. Károly király (2022–) Cécile La Grenade (2013–), főkormányzó                                                                                            | Keith Mitchell (2013–2022) Dickon Mitchell (2022–), lista                                          |
| Guatemala · köztársaság                                                 | Alejandro Giammattei (2020–2024), lista | elnök tölti be a kormányfői posztot is                                                             |
| Haiti · köztársaság                                                     | Ariel Henry (2021–2024), ideiglenes, lista | Ariel Henry (2021–2024), lista                                                                     |
| Honduras · köztársaság                                                  | Juan Orlando Hernández (2014–2022) Xiomara Castro (2022–), lista | elnök tölti be a kormányfői posztot is                                                             |
| Jamaica · parlamentáris monarchia                                       | II. Erzsébet királynő (1962–2022) III. Károly király (2022–) Patrick Allen (2009–), főkormányzó                                                                                                | Andrew Holness (2016–), lista                                                                      |
| Kajmán-szigetek · Nagy-Britannia külbirtoka                             | II. Erzsébet királynő (1962–2022) III. Károly király (2022–) Martyn Roper (2018–), lista | Wayne Panton (2021–2023), lista                                                                    |
| Kanada · parlamentáris monarchia                                        | II. Erzsébet királynő (1952–2022) III. Károly király (2022–) Mary Simon (2021–), főkormányzó                                                                                                   | Justin Trudeau (2015–2025), lista                                                                  |
| Kuba · népköztársaság                                                   | Miguel-Díaz Canel (2018–), lista | Manuel Marrero Cruz (2019–), lista                                                                 |
| Mexikó · köztársaság                                                    | Andrés Manuel López Obrador (2018–2024), lista | elnök tölti be a kormányfői posztot is                                                             |
| Montserrat · az Egyesült Királyság tengerentúli területe                | Andrew Pearce (2018–2022) Lyndell Simpson (2022) Sarah Tucker (2022–), kormányzó | Easton Taylor-Farrell (2019–2024), lista                                                           |
| Nicaragua · köztársaság                                                 | Daniel Ortega (2007–), lista | elnök tölti be a kormányfői posztot is                                                             |
| Panama · köztársaság                                                    | Laurentino Cortizo (2019–2024), lista | elnök tölti be a kormányfői posztot is                                                             |
| Saint-Barthélemy · Franciaország külbirtoka                             | Serge Gouteyron (2020–2022) Vincent Berton (2022–2025), prefektus | Bruno Magras (2007–2022) Xavier Lédée (2022–), Saint Barthélemy területi tanácsának elnöke         |
| Saint Kitts és Nevis · parlamentáris monarchia                          | II. Erzsébet királynő (1983–2022) III. Károly király (2022–) Sir Samuel Weymouth Tapley Seaton (2015–2023), főkormányzó * Nevis Marjorie Morton (2017–), főkormányzó-helyettes                 | Timothy Harris (2015–2022) Terrance Drew (2022–), lista * Nevis Mark Brantley (2017–), főminiszter |
| Saint Lucia · parlamentáris monarchia                                   | II. Erzsébet királynő (1979–2022) III. Károly király (2022–) Errol Charles (2021–), ügyvivő, főkormányzó                                                                                       | Philip J. Pierre (2021–), lista                                                                    |
| Saint-Martin · Franciaország külbirtoka                                 | Serge Gouteyron (2020–2022) Vincent Berton (2022–), prefektus | Daniel Gibbs (2017–2022) Louis Mussington (2022–), Saint-Martin területi tanácsának elnöke         |
| Saint-Pierre és Miquelon Franciaország külbirtoka                       | Christian Pouget (2021–2023), prefektus | Bernard Briand (2020–), Saint Pierre és Miquelon területi tanácsának elnöke                        |
| Saint Vincent és a Grenadine-szigetek · parlamentáris monarchia         | II. Erzsébet királynő (1979–2022) III. Károly király (2022–) Susan Dougan (2019–), főkormányzó                                                                                                 | Ralph Gonsalves (2001–), lista                                                                     |
| Sint Maarten · Hollandia társult állama                                 | Vilmos Sándor király Sint Maarten királya (2013–) Eugene Holiday (2010–2022) Ajamu G. Baly (2022–), főkormányzó                                                                                | Silveria Jacobs (2019–2024), lista                                                                 |
| Trinidad és Tobago · köztársaság                                        | Paula-Mae Weekes (2018–2023), lista * Tobago (autonóm sziget) Farley Chavez Augustine (2021–), Tobago Közgyűlése elnöke                                                                        | Keith Rowley (2015–2025), lista                                                                    |
| Turks- és Caicos-szigetek · az Egyesült Királyság tengerentúli területe | II. Erzsébet királynő (1973–2022) III. Károly király (2022–) Nigel Dakin (2019–), kormányzó | Washington Misick (2021–), lista                                                                   |

## Ázsia
| Ország                                       | Államfő | Kormányfő |
| -------------------------------------------- | --- | --- |
| Afganisztán · iszlám emírség                 | Hibatulla Ahundzáda (2021–), lista | Mohammad Haszán (2021–2023), lista |
| Bahrein · alkotmányos monarchia              | Hamad király (1999–) | Szalmán ibn Hamad Ál Halífa (2020–), lista |
| Banglades · köztársaság                      | Abdul Hamid (2013–2023), lista | Haszina Vazed (2009–), lista |
| Bhután · abszolút monarchia                  | Dzsigme Keszar Namgyel Vangcsuk király (2006–) | Lotaj Csering (2018–2023), lista |
| Brunei · abszolút monarchia                  | Hassanal Bolkiah szultán (1967–) | a szultán tölti be a kormányfői posztot is |
| Dél-Korea · köztársaság                      | Mun Dzsein (2017–2022) Jun Szogjol (2022–2025), lista | Kim Bugjom (2021–2022) Han Dokszu (2022–2025), lista |
| Egyesült Arab Emírségek · abszolút monarchia | Halífa bin Zájed Ál Nahaján (2004–2022) Mohamed bin Zájed Ál Nahaján (2022–), lista * Abu-Dzabi Halífa bin Zájed Ál Nahaján (2004–2022) Mohamed bin Zájed Ál Nahaján (2022–) * Adzsmán Humajd ibn Rásid an-Nuajmi (1981–) * Dubaj Muhammad ibn Rásid Ál Maktúm (2006–) * Fudzsejra Hamad ibn Muhammad as-Sarki (1974–) * Rász el-Haima Szaúd ibn Szakr al-Kászimi (2010–) * Sardzsa Szultán ibn Muhammad al-Kászimi (1972–) * Umm al-Kajvajn Szaúd ibn Rásid al-Mualla (2009–) | Mohammed ibn Rásid Ál Maktúm (2006–), lista |
| Észak-Korea · népköztársaság                 | Kim Dzsongun (2011–), pártfőtitkár, országvezető Cso Rjong He (2019–), Legfelső Népi Gyűlés elnöke | Kim Dokhun (2020–), lista |
| Fülöp-szigetek · köztársaság                 | Rodrigo Duterte (2016–2022) Bongbong Marcos (2022–), lista * Mindanao Mujiv Hataman (2011–), kormányzó | elnök tölti be a kormányfői posztot is |
| India · köztársaság                          | Ram Nath Kovind (2017–2022) Draupadi Murmu (2022–), lista | Narendra Modi (2014–), lista |
| Indonézia · köztársaság                      | Joko Widodo (2014–2024), lista | elnök tölti be a kormányfői posztot is |
| Irak · köztársaság                           | Berhem Szálih (2018–2022) Abdul Latif Rasíd (2022–), lista * Kurdisztán Necsirván Bárzáni (2019–) | Musztafa al-Kadími (2020–2022) Mohammed Sia asz-Szudáni (2022–), lista * Kurdisztán Maszrúr Bárzáni (2019–)                                                                        |
| Irán · köztársaság                           | Ali Hámenei (1989–), legfelsőbb vallási-szellemi vezető Ebrahim Raiszi (2021–2024), elnök | elnök tölti be a kormányfői posztot is |
| Izrael · köztársaság                         | Jichák Hercog (2021–), lista | Naftáli Benet (2021–2022) Jaír Lapid (2022) Benjámín Netanjáhú (2022–), lista |
| Japán · parlamentáris monarchia              | Naruhito császár (2019–) | Kisida Fumio (2021–2024), lista |
| Jemen · köztársaság                          | Abdurrabu Manszúr Hadi (2012–2022) Rasad al-Alími (2022–), lista Legfelső Politikai Tanács (el nem ismert rivális kormányzat) Mahdi am-Masat (2018–), a Legfelsőbb Politikai Tanács elnöke | Maín Abdulmalik Szaíd (2018–2024), lista Legfelső Politikai Tanács (el nem ismert rivális kormányzat) Abdul Azíz Bin Habtúr (2016–)                                                |
| Jordánia · alkotmányos monarchia             | II. Abdullah király (1999–) | Biser Khaszaune (2020–2024), lista |
| Kambodzsa · parlamentáris monarchia          | Norodom Szihamoní király (2004–) | Hun Szen (1985–2023), lista |
| Katar · abszolút monarchia                   | Tamím ibn Hamad Ál Száni emír (2013–) | Kálid ibn Kalífa ibn Abdul Azíz Ál Száni (2020–2023), lista |
| Kazahsztán · köztársaság                     | Kaszim-Zsomart Kemeluli Tokajev (2019–), lista | Aszkar Mamin (2019–2022) Alijhan Szmajilov (2022–2024), lista |
| Kelet-Timor · köztársaság                    | Francisco Guterres (2017–2022) José Ramos-Horta (2022–), lista | Taur Matan Ruak (2018–2023), lista |
| Kína · népköztársaság                        | Hszi Csin-ping pártfőtitkár (2012–) Hszi Csin-ping (2013–), államelnök | Li Ko-csiang (2013–2023), lista · * Hongkong · Carrie Lam (2017–2022) · John Lee (2022–), főminiszter · * Makaó · Ho Jat-szeng (2019–2024), főminiszter                            |
| Kirgizisztán · köztársaság                   | Szadir Dzsaparov (2021–), lista | Akilbek Dzsaparov (2021–2024), lista |
| Kuvait · alkotmányos monarchia               | Naváf kuvaiti emír (2020–2023) | Szabáh al-Káled al-Hamad asz-Szabáh (2019–2022) Ahmad Navaf al-Ahmad asz-Szabáh (2022–2023), lista                                                                                 |
| Laosz · népköztársaság                       | Thonglun Sziszulith (2021–), elnök Thonglun Sziszulith (2021–), pártfőtitkár | Phankham Viphavanh (2021–2022) Szonekszaj Sziphandone (2022–), lista |
| Libanon · köztársaság                        | Michel Aoun (2016–2022) Nadzsib Mikati (2022–2025), ügyvivő, lista | Nadzsib Mikati (2021–), lista |
| Malajzia · parlamentáris monarchia           | Tengku Abdullah szultán (2019–2024) | Ismail Sabri Yaakob (2021–2022) Anwar Ibrahim (2022–), lista |
| Maldív-szigetek · köztársaság                | Ibrahim Mohamed Solih (2018–2023), lista | elnök tölti be a kormányfői posztot is |
| Mianmar · köztársaság                        | Min Aung Hlaing tábornok, Adminisztrációs Államtanács, lista | Min Aung Hlaing (2021–), ügyvivő, lista |
| Mongólia · köztársaság                       | Uhnágín Hürelszüh (2021–), lista | Luvszannamszráj Ojun-Erdene (2021–), lista |
| Nepál · köztársaság                          | Bidhya Devi Bhandari (2015–2023), elnök | Sher Bahadur Deuba (2021–2022) Puspa Kamal Dahal (2022–2024), lista |
| Omán · abszolút monarchia                    | Hajszam szultán (2020–) | a szultán tölti be a miniszterelnöki posztot is |
| Pakisztán · köztársaság                      | Arif Alvi (2018–2024), lista | Imrán Hán (2018–2022) Sebaz Saríf (2022–2023), lista |
| Palesztina · köztársaság                     | Mahmúd Abbász (2005–), lista | Mohammad Stajjeh (2019–2024), lista |
| Srí Lanka · köztársaság                      | Góttábaja Rádzsapaksza (2019–2022) Ranil Wickremeszinghe (2022–2024), lista | Mahinda Rádzsapaksza (2019–2022) Ranil Wickremeszinghe (2022) Dines Gunavardena (2022–2024), lista                                                                                 |
| Szaúd-Arábia · abszolút monarchia            | Szalman király (2015–) | a király egyben a kormányfő is |
| Szingapúr · köztársaság                      | Halimah Yacob (2017–2023), lista | Li Hszien Lung (2004–2024), lista |
| Szíria · köztársaság                         | Bassár el-Aszad (2000–2024), lista Szíria Ideiglenes Kormánya (részben elismert, rivális kormány 2024-ig) Abdurrahman Musztafa (2018–), a Szíriai Nemzeti Koalíció elnöke | Huszein Arnúsz (2020–2024), lista Szíria Ideiglenes Kormánya (részben elismert, rivális kormány 2024-ig) Szalem al-Meszlet (2021–2023), a Szíriai Nemzeti Koalíció miniszterelnöke |
| Tajvan · köztársaság                         | Caj Jing-ven (2016–2024), lista | Szu Ceng-csang (2019–2023), lista |
| Tádzsikisztán · köztársaság                  | Emomali Rahmon (1992–), lista | Kohir Raszulzoda (2013–), lista * Hegyi-Badahsán autonóm terület Aliser Hudojberdi (2021–), kormányzó                                                                              |
| Thaiföld · parlamentáris monarchia           | Vadzsiralongkorn király (2016–) | Prajuth Csan-ocsa, (2014–2023), lista |
| Törökország · köztársaság                    | Recep Tayyip Erdoğan (2014–), lista | az elnök tölti be a kormányfői beosztást is |
| Türkmenisztán · köztársaság                  | Gurbanguly Berdimuhamedow (2006–2022) Serdar Berdimuhamedow (2022–), lista | elnök tölti be a kormányfői beosztást is |
| Üzbegisztán · köztársaság                    | Shavkat Mirziyoyev (2016–), lista * Karakalpaksztán Musa Yerniyazov (2002–), elnök | Abdulla Aripov (2016–), lista * Karakalpaksztán Kakhraman Szarijev (2016–), miniszterelnök                                                                                         |
| Vietnám · népköztársaság                     | Nguyễn Phú Trọng (2011–2024), pártfőtitkár Nguyễn Xuân Phúc (2021–2023), államfő | Pham Minh Chinh (2021–), lista |

## Óceánia
| Ország                                            | Államfő | Kormányfő |
| ------------------------------------------------- | --- | --- |
| Amerikai Szamoa · az USA külbirtoka               | Lemanu Peleti Mauga (2021–2025), kormányzó | kormányzó tölti be a kormányfői posztot is |
| Ausztrália · parlamentáris monarchia              | II. Erzsébet királynő (1952–2022) · III. Károly király (2022–) · David Hurley (2019–2024), főkormányzó · * Karácsony-sziget Ausztrália külterülete · Barry Haase (2014–), adminisztrátor · * Kókusz (Keeling)-szigetek Ausztrália külterülete · Barry Haase (2014–), adminisztrátor · * Norfolk-sziget Ausztrália külbirtoka · Owen Walsh (2007–), adminisztrátor      | Scott Morrison (2018–2022) · Anthony Albanese (2022–), lista · * Norfolk-sziget Ausztrália külbirtoka · Lisle Snell (2013–), főminiszter |
| Északi-Mariana-szigetek · Az USA társult állama   | Ralph Torres (2015–2023), kormányzó | kormányzó tölti be a kormányfői posztot is |
| Fidzsi-szigetek · köztársaság                     | Ratu Wiliame Katonivere (2021–2024), lista | Frank Bainimarama (2014–2022) Sitiveni Rabuka (2022–), lista |
| Francia Polinézia · Franciaország külterülete     | Dominique Sorain (2019–2022) főbiztos Éric Spitz (2022–) főbiztos | Édouard Fritch (2014–2023), lista |
| Guam · az USA külbirtoka                          | Eddie Calvo (2011–2023), kormányzó | |
| Kiribati · köztársaság                            | Taneti Maamau (2016–), lista | elnök tölti be a kormányfői posztot is |
| Marshall-szigetek · köztársaság                   | David Kabua (2020–2024), lista | elnök tölti be a kormányfői posztot is |
| Mikronézia · köztársaság                          | David W. Panuelo (2019–2023), lista | elnök tölti be a kormányfői posztot is |
| Nauru · köztársaság                               | Lionel Aingimea (2019–2022) Russ Kun (2022–2023), lista | elnök tölti be a kormányfői posztot is |
| Palau · köztársaság                               | Surangel Whipps (2020–), lista | |
| Pápua Új-Guinea · parlamentáris monarchia         | II. Erzsébet királynő (1975–2022) III. Károly király (2022–) Bob Dadae (2017–), főkormányzó, lista * Bougainville autonóm terület Ishmael Toroama (2020–), lista | James Marape (2019–), lista |
| Pitcairn-szigetek · Egyesült Királyság külbirtoka | II. Erzsébet királynő (1952–2022) III. Károly király (2022–) Laura Clark (2018–2022), kormányzó Iona Thomas (2022–), kormányzó | Charlene Warren-Peu (2020–2022), polgármester |
| Salamon-szigetek · parlamentáris monarchia        | II. Erzsébet királynő (1978–2022) III. Károly király (2022–) David Vunagi (2019–2024), főkormányzó | Manasseh Sogavare (2019–2024), lista |
| Szamoa · parlamentáris monarchia                  | Tuimaleali'ifano Va'aletoa Sualauvi II király (2017–) | Fiame Naomi Mata'afa (2021-), lista |
| Tonga · alkotmányos monarchia                     | VI. Tupou király (2012–) | Siaosi Sovaleni (2021–2024), lista |
| Tuvalu · parlamentáris monarchia                  | II. Erzsébet királynő (1978–2022) III. Károly király (2022–) Tofiga Falani (2021–), főkormányzó | Kausea Natano (2019–2024), lista |
| Új-Kaledónia · Franciaország külterülete          | Patrice Faure (2021–2025), főbiztos | Louis Mapou (2021–2025), lista |
| Új-Zéland · parlamentáris monarchia               | II. Erzsébet királynő (1952–2022) · III. Károly király (2022–) · Cindy Kiro (2021–), főkormányzó · * Cook-szigetek Új-Zéland társult állama · Tom Marsters (2013–2024) a királynő képviselője · * Niue Új-Zéland társult állama · Kirk Yates (2018–), főbiztos · * Tokelau-szigetek Új-Zéland területe · Ross Ardern (2018–2022) · Don Higgins (2022–), adminisztrátor | Jacinda Ardern (2017–2023), lista · * Cook-szigetek Új-Zéland autonóm területe · Mark Brown (2020–), lista · * Niue Új-Zéland társult állama · Dalton Tagelagi (2020–), miniszterelnök · * Tokelau-szigetek Új-Zéland területe · Afega Gaualofa (2018–), lista |
| Vanuatu · köztársaság                             | Tallis Obed Moses (2017–2022) Nikenike Vurobaravu (2022–), lista | Bob Loughman (2020–2022) Ishmael Kalsakau (2022–2023), lista |
| Wallis és Futuna Franciaország külterülete        | Hervé Jonathan (2021–), főadminisztrátor | Nivaleta Aloei (2020–2022) Munipoese Muli’aka’aka (2022–), a Közgyűlés elnöke |